# 矢田部喜信
矢田部 喜信（やたべ よしのぶ、文政5年3月5日（1822年4月26日） - 明治31年（1898年）10月26日）は、幕末から明治時代の国学者、歌人。通称は武助。変名に浅見平八郎簡明。

## 経歴・人物
周防国に生まれる。幼少期より読書を好み古典や仏典に通じる。鈴木高鞆らと交流し、尊王攘夷運動に関わる。また、歌を能くし『明治五百人一首』などに歌がのる。晩年は風病に罹患し17年の闘病の末、没した。